# Cách xưng hô trong Phật giáo Việt Nam
Cách xưng hô trong Phật giáo Việt Nam nói về phẩm vị giáo phẩm có tính cách chính thức, trong các buổi lễ, cũng như trên các văn thư, giấy tờ hành chánh, cũng như cách xưng hô giữ 2 người tại gia hay xuất gia. Các cách xưng hô này còn tùy thuộc vào tuổi đời hay tuổi đạo.

## Đại đức
Tôn hiệu chỉ cho những vị Tăng có đạo hạnh và trí tuệ. Ở nước ta ngày nay, Đại đức chỉ cho những vị Tăng đã thọ giới Tỳ kheo.

## Thượng tọa
Thượng tọa là tôn hiệu được tấn phong cho các tăng sĩ có 45 tuổi đời, 25 tuổi đạo trở lên.

## Hòa thượng
Hòa thượng là tôn hiệu được tấn phong cho các tu sĩ có 60 tuổi đời, 40 tuổi đạo trở lên.

## Đại lão hòa thượng
Đại lão hòa thượng là một tôn hiệu không chính thức, được dùng để gọi những vị hòa thượng có 80 tuổi đời, 60 tuổi đạo trở lên.